# Glaciar de Miage
Es un glaciar de la ladera francesa del macizo del Mont Blanc. No debe ser confundido con el situado en la ladera italiana. 
El glaciar de Miage francés nace a 3.500 m de altitud en la ladera oeste de la Aiguille de Bionnassay (4.052 m), y acaba a unos 2.300 m de altitud. Su longitud varía entre 2.700 y 3.200 m dependiendo de si se tiene en cuenta las fuertes pendientes de la parte superior del glaciar.
El tercio inferior del glaciar situado a unos 2.700 m de altitud es completamente plano y lleva el nombre de Plan Glacier. En un lateral del glaciar hay un pequeño refugio enclavado en la pared rocosa, el refugio Plan-Glacier, gestionado por la Compañía de los Guías de Saint-Gervais.
El glaciar de Miage francés se encuentra en el término municipal de Les Contamines-Montjoie.

## La capa de detritos del glaciar de Miage
La característica más conocida del glaciar es la importante capa de detritos que cubre su curso inferior creando un complejo sistema de morrenas que le proporcionan un color negro grisáceo. Aproximadamente 5 km² de su superficie total de ~11 km² está cubierto de detritos originados primordialmente en desprendimientos de las paredes que lo rodean y avalanchas en zonas de acumulación de sus cuatro tributarios. Los detritos arrastrados con el glaciar también queda expuesto a un ritmo creciente debido a la aceleración del adelgazamiento de la lengua glaciar.
El número de detritos por encima del glaciar además de la inusual, litología dominado por esquisto de mica de las paredes rocosas que rodean el glaciar, hace que la litología de los detritos sea variada; la cubierta de detrito se hace continua a ~2400 m s. n. m. y permanece sin romper hasta el final. Hay zonas irregulares, sin embargo, donde aparecen las crevasses o molinos. El grosor de los detritos generalmente se incrementa desde unos pocos centímetros a 2.400 m hasta más de un metro al final, a ~1.775 m, aunque la distribución espacial del grosor es heterogénea especialmente en partes del lóbulo terminal septentrional.

## Lago Miage

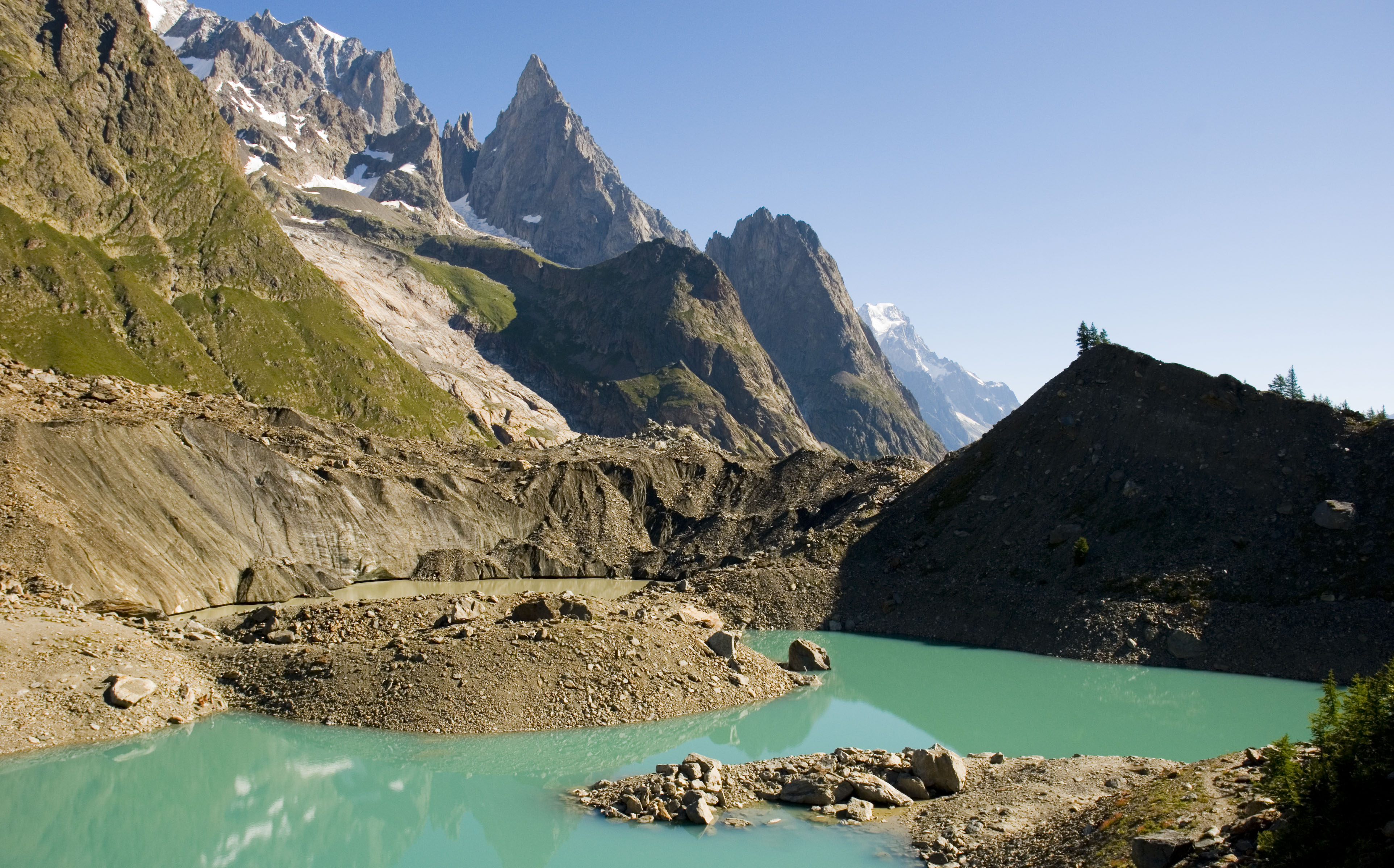
Vista del lago Miage desde el oeste, verano de 2010

El lago Miage es una laguna glaciar cerca del extremo meridional del glaciar de Miage, ubicado en el exterior de la curva de 90 grados del glaciar hacia el este. Es una popular atracción turística debido a los espectaculares acantilados de hielo que se alzan hasta un lado y su apariencia de dos colores. Los colores reflejan diversas concentraciones de sedimentos en el agua que surgen como un resultado del efecto filtro de los detritos.
Enormes bloques de hielo se sabe que se han roto del glaciar y han caído en el lago, proporcionando una gran atracción turística a pesar de la escasa posibilidad de que ocurra un acontecimiento semejante. El 9 de agosto de 1996, un bloque particularmente grande, y con un volumen estimado de 7.000-16.000m³, cayó en el lago, causando una ola anormalmente grande que hirió seriamente a varias personas.